# Ocyptamus cubensis
Ocyptamus cubensis är en tvåvingeart som först beskrevs av Macquart 1850.  Ocyptamus cubensis ingår i släktet Ocyptamus och familjen blomflugor.
Artens utbredningsområde är Kuba. Inga underarter finns listade i Catalogue of Life.